# Whitlockska samskolan
La Whitlockska samskolan est une école secondaire privée suédoise située à Östermalm à Stockholm.
Ouverte en 1878, elle a fermé ses portes en 1978.

## Histoire
L'école a été fondée en 1878 par la pédagogue et suffragette Anna Whitlock. En 1893, Whitlock et Ellen Key ont rétabli l'école sous le nom de Stockholms nya samskola (Nouvelle école mixte de Stockholm). Le nom Whitlockska samskolan a été adopté en 1905. 
À l'époque de sa fondation, l'école proposait un programme d'études innovant. En plus d'être l'une des premières écoles secondaires mixtes de Suède, elle disposait de conseils d'élèves et mettait l'accent sur l'enseignement des sciences pour les filles et des sciences sociales pour les garçons. L'école ne dispensait pas de cours sur le christianisme, qui était à l'époque une matière standard dans les écoles suédoises, et adhérait strictement aux principes de liberté de religion.
L'école a été fermée en 1978.

## Anciens élèves
- Gulli Petrini
- Siri Derkert
- Ria Wägner
- Ebba Hult De Geer